# Libanonci u Urugvaju
Libanonci u Urugvaju su osobe u Urugvaju s punim, djelomičnim, ili većinskim libanonskim podrijetlom, ili u Libanonu rođene osobe s prebivalištem u Urugvaju.
U Urugvaju živi između 53.000 i 70.000 Libanonaca odnosno onih koji svoju zemlju rođenja nazivaju Libanonom. Time su jedna od najvećih neeuropskih manjina u Urugvaju, iako ne toliko velike kao spomenute europske manjine.

## Povijest
Prvi libanonski useljenici došli su u Urugvaj tijekom 1860-ih te se smjestili u glavnom gradu Montevideu, okupljalištu svih manjina. Ti prvi useljenici bili su uglavnom maroniti koji su govorili samo arapski jezik. Najveći val doseljenja Libanonaca bio je početkom 1920-ih zajedno s drugim etničkim skupinama kao što su Sirijci i Arapi. Zbog toga se između 1908. i 1930. stanovništvo Montevidea udvostručilo.
21. siječnja 1924. je uspostavljena Apostolska maronitska misija u Urugvaju. 10. ožujka 1925. monsinjor Shallita je doputovao iz Napulja kako bi vodio misiju.
1941. godine na mjesto misije osnovana je maronitska župa, a 1986. otvorena je i blagoslovljena Crkva naše Gospe Libanonske u Montevideu. Bila je građena dvije godine prema nacrtima arhitekta i inženjera koje je izradio Eladio Dieste, urugvajski crkveni graditelj.
Prvi doseljenici često su bili nazivani "Azijatima", te su često bili u nemogućnosti uklopiti se u novoj domovini. Unatoč tome mnogi od njih su se probili kao poduzetnici i uglednici, koji su prihvaćali urugvajsku kulturu i preko nje slavil svoju domovinu. U Urugvaju ima nekolikozalogajnica s libanonskom kuhinjom, a do danas su kao i većina Arapa prihvaćeni, a mnogi su se i dobrovoljno hispanizirali ili prešli na katoličanstvo.
1997. godine, glasnogovornik Libanona u Urugvaju je posjetio Parlament Urugvaja i ustanovio da od 99 zastupnika u Zastupničkom domu, 2 imaju libanonske korijene.
1954. u Urugvaju je živjelo 15.000 libanonskih doseljenika ili njihovih potomaka. U ljeto 2009. taj broj je iznosio oko 53.000 ljudi libanonskih korijena.